# Strada distrettuale
La strada distrettuale è una tipologia di strada amministrativa della Polonia. Le strade distrettuali hanno importanza distrettuale e collegano i capoluoghi di distretto e comune fra loro.
Al 2009 si contano 126.599 km di strade distrettuali che equivalgono al 32,9% di tutte le strade pubbliche della Polonia. Il 90,5% delle strade distrettuali ha una superficie dura. Il 9,5% delle strade distrettuali, che equivale a 12.100 km, è sterrato. L'86,9% delle strade distrettuali ha una pavimentazione migliorata che quindi può essere in pietra, in clinker, in calcestruzzo, in lastre di pietra e calcestruzzo o bitumata.